# アルフォンソ3世 (アラゴン王)
アルフォンソ3世（西：Alfonso III, 1265年11月4日 - 1291年6月18日）は、アラゴン王、バレンシア王、およびバルセロナ伯（在位：1285年 - 1291年）。カタルーニャ語ではアルフォンス3世（Alfons III, バルセロナ伯としては2世）。自由王（西・カ：el Liberal）と呼ばれる。アラゴン王とシチリア王を兼ねたペドロ3世（シチリア王としてはピエトロ1世）とその王妃であったシチリア王マンフレーディの王女コンスタンサの長男。アラゴン王（一時シチリア王）ハイメ2世、シチリア王フェデリーコ2世の兄である。

## 生涯
1285年、父王の死去によりアラゴンの王位に即いた。1287年にはバレアレス諸島のメノルカ島を征服した。しかし、貴族を抑える事ができず王権は弱体化し、さらに王への抵抗権をUnión de Aragónで認めた事によって問題は永続化した。
1291年に未婚のまま27歳で死去し、すでにシチリア王位についていた弟ハイメがアラゴン王位も継いだ。
ダンテの『神曲』では、13世紀のヨーロッパの他の君主たちと共に煉獄の門の外で登場し、ダンテは混乱をもたらしたとしてアルフォンソ3世を非難している。